# Gare de Vougeot - Gilly-lès-Cîteaux
Gare de Vougeot - Gilly-lès-Cîteaux vasútállomás Franciaországban, Gevrey-Chambertin településen.

## Vasútvonalak
Az állomást az alábbi vasútvonalak érintik:
- Párizs–Marseille-vasútvonal

## Kapcsolódó állomások
A vasútállomáshoz az alábbi állomások vannak a legközelebb:
- Gare de Nuits-Saint-Georges
- Gare de Gevrey-Chambertin